# Липский, Михаил Сергеевич
Михаи́л Серге́евич Ли́пский (род. 5 марта 1982, Свердловск) — российский легкоатлет, специалист по барьерному бегу. Выступал за сборную России по лёгкой атлетике в 2000-х годах, обладатель бронзовой медали Универсиады в Измире, бронзовый призёр чемпионата Европы среди юниоров, многократный победитель и призёр первенств национального значения, участник летних Олимпийских игр в Афинах. Представлял Свердловскую область. Мастер спорта России международного класса.

## Биография
Михаил Липский родился 5 марта 1982 года в Свердловске.
Занимался лёгкой атлетикой под руководством тренеров Н. В. Голошова, Е. Р. Масаева, Р. Б. Табабилова. Выступал за екатеринбургский спортивный клуб «Луч».
Впервые заявил о себе на международном уровне в сезоне 2001 года, когда вошёл в состав российской национальной сборной и побывал на юниорском европейском первенстве в Гроссето, откуда привёз награду бронзового достоинства, выигранную в беге на 400 метров с барьерами.
В 2002 году в составе команды Свердловской области выиграл серебряную медаль в эстафете 4 × 400 метров на чемпионате России в Чебоксарах.
На чемпионате России 2004 года в Туле с личным рекордом 48,97 стал серебряным призёром в беге на 400 метров с барьерами, уступив только москвичу Борису Горбаню, и тем самым удостоился права защищать честь страны на летних Олимпийских играх в Афинах. На Играх благополучно преодолел предварительный квалификационный этап, но не смог пройти дальше стадии полуфиналов.
После афинской Олимпиады Липский остался действующим спортсменом и продолжил принимать участие в различных всероссийских стартах. Так, в 2005 году на чемпионате России в Туле он превзошёл всех своих соперников в беге на 400 метров с барьерами и завоевал золотую медаль. Будучи студентом, представлял страну на летней Универсиаде в Измире — занял шестое место в барьерном беге, тогда как в эстафете выиграл бронзовую медаль.
В 2006 году на чемпионате России в Туле был лучшим в барьерном беге и эстафете.
В 2007 году добавил в послужной список серебряную награду, полученную в эстафете 4 × 800 метров на зимнем чемпионате России в Волгограде.
В 2008 году на чемпионате России в Казани стал бронзовым призёром в беге на 400 метров с барьерами.
В 2009 году выиграл эстафету 4 × 800 метров на зимнем чемпионате России в Москве, финишировал третьим в беге на 400 метров с барьерами на летнем чемпионате России в Чебоксарах.
За выдающиеся спортивные достижения удостоен почётного звания «Мастер спорта России международного класса».
Окончил Уральский государственный лесотехнический университет по специальности «автомобильные дороги и аэродромы». По завершении спортивной карьеры работал инженером в Центре спортивной подготовки спортивных сборных команд Свердловской области, возглавлял отдел развития территорий в Министерстве физической культуры, спорта и молодёжной политики Свердловской области, специалист по развитию Федерации лёгкой атлетики Свердловской области, технический директор в сети торгово-сервисных центров «Автошины и диски мира».